# Jason Chimera
Jason Chimera (né le 2 mai 1979 à Edmonton, dans la province de l'Alberta au Canada) est un joueur professionnel canadien de hockey sur glace évoluant pour les Islanders de New York dans la Ligue nationale de hockey.

## Carrière de joueur
Il a été repêché en 5e ronde, 121e au total par les Oilers d'Edmonton au repêchage d'entrée de 1997. Il évolue au poste de ailier gauche.
Chimera a joué sa carrière junior dans la Ligue de hockey de l'Ouest avec les Tigers de Medicine Hat et les Wheat Kings de Brandon. Chimera a joué trois saisons avec les Bulldogs de Hamilton qui, à ce moment-là était le club-école des Oilers d'Edmonton dans la Ligue américaine de hockey. Dans sa dernière saison, il a été nommé au sein de la première équipe d'étoiles de la Ligue américaine de hockey
Chimera a joué deux saisons avec les Oilers d'Edmonton avant d'être échangé aux Coyotes de Phoenix pour des choix de repêchage. En raison du lock-out de la Ligue nationale de hockey en 2004-2005, il n'a pas joué la saison suivante et se rend en Italie dans le AS Mastini Varese Hockey. Chimera rejoint par la suite les Blue Jackets de Columbus, sans jouer un match à Phoenix, dans le cadre d'une transaction pour Geoff Sanderson.
Avec les Blue Jackets, Chimera a surtout joué sur l'aile gauche sur la troisième ligne de l'équipe au côté du centre Manny Malhotra, et des ailiers droits Dan Fritsche et Trevor Letowski. Toutefois, Chimera a commencé la saison 2008-2009 aux côtés des joueurs recrues Derick Brassard et Jakub Voráček.
Il a été membre de l'équipe canadienne en 2007 à l'occasion du championnat du monde où le Canada remporta l'or dans une victoire de 4-2 contre la Finlande à Moscou.
Le 28 décembre 2009, il est échangé aux Capitals de Washington en retour de Chris Clark et de Milan Jurcina.

## Statistiques
Pour les significations des abréviations, voir Statistiques du hockey sur glace.

### En club
| Saison     | Équipe                   | Ligue      |       | Saison régulière | Saison régulière | Saison régulière | Saison régulière | Saison régulière |    | Séries éliminatoires | Séries éliminatoires | Séries éliminatoires | Séries éliminatoires | Séries éliminatoires |
| Saison     | Équipe                   | Ligue      | PJ    | B                | A                | Pts              | Pun              | PJ               | B  | A                    | Pts                  | Pun                  |                      |                      |
| 1996-1997  | Tigers de Medicine Hat   | LHOu       | 71    | 16               | 23               | 39               | 64               | 4                | 0  | 1                    | 1                    | 4                    |                      |                      |
| 1997-1998  | Tigers de Medicine Hat   | LHOu       | 72    | 34               | 32               | 66               | 93               | -                | -  | -                    | -                    | -                    |                      |                      |
| 1997-1998  | Bulldogs de Hamilton     | LAH        | 4     | 0                | 0                | 0                | 8                | -                | -  | -                    | -                    | -                    |                      |                      |
| 1998-1999  | Tigers de Medicine Hat   | LHOu       | 37    | 18               | 22               | 40               | 84               | -                | -  | -                    | -                    | -                    |                      |                      |
| 1998-1999  | Wheat Kings de Brandon   | LHOu       | 21    | 14               | 12               | 26               | 32               | 5                | 4  | 1                    | 5                    | 8                    |                      |                      |
| 1999-2000  | Bulldogs de Hamilton     | LAH        | 78    | 15               | 13               | 28               | 77               | 10               | 0  | 2                    | 2                    | 12                   |                      |                      |
| 2000-2001  | Bulldogs de Hamilton     | LAH        | 78    | 29               | 25               | 54               | 93               | -                | -  | -                    | -                    | -                    |                      |                      |
| 2000-2001  | Oilers d'Edmonton        | LNH        | 1     | 0                | 0                | 0                | 0                | -                | -  | -                    | -                    | -                    |                      |                      |
| 2001-2002  | Bulldogs de Hamilton     | LAH        | 77    | 26               | 51               | 77               | 158              | 15               | 4  | 6                    | 10                   | 10                   |                      |                      |
| 2001-2002  | Oilers d'Edmonton        | LNH        | 3     | 1                | 0                | 1                | 0                | -                | -  | -                    | -                    | -                    |                      |                      |
| 2002-2003  | Oilers d'Edmonton        | LNH        | 66    | 14               | 9                | 23               | 36               | 2                | 0  | 2                    | 2                    | 0                    |                      |                      |
| 2003-2004  | Oilers d'Edmonton        | LNH        | 60    | 4                | 8                | 12               | 57               | -                | -  | -                    | -                    | -                    |                      |                      |
| 2004-2005  | HC Varèse                | Série A    | 15    | 7                | 3                | 10               | 34               | -                | -  | -                    | -                    | -                    |                      |                      |
| 2005-2006  | Blue Jackets de Columbus | LNH        | 80    | 17               | 13               | 30               | 95               | -                | -  | -                    | -                    | -                    |                      |                      |
| 2006-2007  | Blue Jackets de Columbus | LNH        | 82    | 15               | 21               | 36               | 91               | -                | -  | -                    | -                    | -                    |                      |                      |
| 2007-2008  | Blue Jackets de Columbus | LNH        | 81    | 14               | 17               | 31               | 98               | -                | -  | -                    | -                    | -                    |                      |                      |
| 2008-2009  | Blue Jackets de Columbus | LNH        | 49    | 8                | 14               | 22               | 41               | 4                | 0  | 1                    | 1                    | 2                    |                      |                      |
| 2009-2010  | Blue Jackets de Columbus | LNH        | 39    | 8                | 9                | 17               | 47               | -                | -  | -                    | -                    | -                    |                      |                      |
| 2009-2010  | Capitals de Washington   | LNH        | 39    | 7                | 10               | 17               | 51               | 7                | 1  | 2                    | 3                    | 2                    |                      |                      |
| 2010-2011  | Capitals de Washington   | LNH        | 81    | 10               | 16               | 26               | 64               | 9                | 2  | 2                    | 4                    | 2                    |                      |                      |
| 2011-2012  | Capitals de Washington   | LNH        | 82    | 20               | 19               | 39               | 78               | 14               | 4  | 3                    | 7                    | 6                    |                      |                      |
| 2012-2013  | KLH Chomutov             | Extraliga  | 5     | 1                | 0                | 1                | 10               | -                | -  | -                    | -                    | -                    |                      |                      |
| 2012-2013  | Capitals de Washington   | LNH        | 47    | 3                | 11               | 14               | 48               | 7                | 1  | 2                    | 3                    | 4                    |                      |                      |
| 2013-2014  | Capitals de Washington   | LNH        | 82    | 15               | 27               | 42               | 36               | -                | -  | -                    | -                    | -                    |                      |                      |
| 2014-2015  | Capitals de Washington   | LNH        | 77    | 7                | 12               | 19               | 51               | 14               | 3  | 4                    | 7                    | 4                    |                      |                      |
| 2015-2016  | Capitals de Washington   | LNH        | 82    | 20               | 20               | 40               | 22               | 12               | 1  | 1                    | 2                    | 12                   |                      |                      |
| 2016-2017  | Islanders de New York    | LNH        | 82    | 20               | 13               | 33               | 40               | -                | -  | -                    | -                    | -                    |                      |                      |
| 2017-2018  | Islanders de New York    | LNH        | 58    | 2                | 9                | 11               | 35               | -                | -  | -                    | -                    | -                    |                      |                      |
| 2017-2018  | Ducks d'Anaheim          | LNH        | 16    | 1                | 1                | 2                | 2                | 2                | 0  | 0                    | 0                    | 0                    |                      |                      |
| Totaux LNH | Totaux LNH               | Totaux LNH | 1 107 | 186              | 229              | 415              | 892              | 71               | 12 | 17                   | 29                   | 32                   |                      |                      |

### En équipe nationale
| Année | Compétition                 |   | PJ | B | A | Pts | Pun               |  | Résultat |
| 1999  | Championnat du monde junior | 7 | 2  | 2 | 4 | 2   | Médaille d'argent |  |          |
| 2007  | Championnat du monde        | 9 | 1  | 5 | 6 | 8   | Médaille d'or     |  |          |
| 2008  | Championnat du monde        | 9 | 0  | 2 | 2 | 6   | Médaille d'argent |  |          |
| 2014  | Championnat du monde        | 8 | 1  | 2 | 3 | 0   | 5e place          |  |          |